# グロプ G 115
G 115 / チューター
イギリス空軍のチューター T.1
- 用途：練習機
- 製造者：グロプ・エアクラフト
- 運用者： イギリス（イギリス空軍・海軍）他
- 初飛行：1985年11月
- 運用状況：現役

グロプ G 115（Grob G 115）は、ドイツのグロプ・エアクラフトで製造されている軍民両用の練習機。曲技飛行機としても使用可能。

## 概要
モーターグライダーG 109の製造で培った技術を盛り込んだ低翼単発並列複座の練習機として開発され、1985年11月に原型機が初飛行。1987年3月31日にはドイツで、翌年2月にはイギリスでの形式承認を得た。
機体はCFRPを多用した全複合材料製となっており、降着装置は固定式。エンジンは初期型のA/B型が160馬力、C型以降が180馬力となっている。+6Gから-3Gの範囲で曲技飛行が可能。
G 115は初の全複合材料製練習機としての地位を確立し、E型はイギリス軍にもチューター T.1（Tutor T.1）の名称で初等練習機として採用されている。

## 採用国（軍用）
アラブ首長国連邦
 エジプト
 フィンランド
2024年時点で、フィンランド空軍が練習機として28機のG 115EAを保有。
 イギリス
 ケニア

## スペック（G 115E）
出典：https://www.raf.mod.uk/aircraft/tutor-t1/
- 乗員：2名
- 全幅：10m
- 全長：7.79m
- 全高：2.82m
- 翼面積：12.21m2
- 空虚重量：670kg
- 最大離陸重量：990kg
- エンジン：ライカミング AEIO-360-B1F 水平4気筒ピストンエンジン（180馬力）×1
- 超過禁止速度：343km/h
- 巡行速度：185km/h
- 海面上昇率：318m/min
- 実用上昇限度：3,050 m
- 航続距離：1,150km